# Mohamed Munir
Mohamed Munir (Assuan, 10 ottobre 1954) è un cantante, attore e medico egiziano.

## Biografia
Emerge alla ribalta grazie al suo talento; è in grado di mescolare il jazz con la musica folkloristica egiziana e, avendone la possibilità in quanto rappresentante della Dfaf, di diffonderla in tutto il mondo.
Nubiano nato nel 1954 nel villaggio nubiano di Manshiya al-Nūba (arabo منشيه النوبة), nel 1970, poco meno che adolescente, fu costretto a scappare dal suo villaggio verso la capitale a causa dello straripamento di un fiume che portò alla distruzione dell'intero suo villaggio e alla morte di numerose persone.
Munir si arruola nell'esercito e, sotto le armi, si appassiona di musica. Dopo essersi laureato presso il Dipartimento di Televisione, foto e cinema, decide di fondare un gruppo. Inizialmente solo esecutore, diventa egli stesso autore per la sua formazione musicale. I primi album non sono un successo, per cui decide di diventare solista. La stessa casa discografica che teneva sotto contratto la band, decise di averne l'esclusiva come solista. Gli album successivi iniziarono a dargli il successo sperato. Partecipa al Bundesvision Song Contest 2010 (una variante tedesca dell'Eurovision) con il gruppo tedesco Ich+Ich con il brano Yasmine piazzandosi al terzo posto con 100 punti.

## Altre attività
Oltre alla musica ha deciso di intraprendere un'attività medica e di attore.

## Discografia
Album
- Alemony Eneky 1977
- Bentweled 1978
- Shababeek 1981
- Etkalemy 1983
- Baree del 1986
- El Malek El Howa Kashef 1986
- West El Dayra 1987 Mohamed Wardy
- Ma'adarsh 1988
- Chocolata 1989
- Ya Eskendrya 1990
- Meshwaar 1991 Remixes per alcuni vecchi brani.
- Loon El noi abbiamo lo strumento El El Horeyah 1992
- Eftah albak 1994
- Mmken 1995
- Mn Awel Lamsa 1996
- El Maseer 1997
- Habebty 1998
- Farrha El 1999
- Fe E'shk Banat El 2000
- Ana Alby Masaken Sha'abeyah 2001
- El ard abbiamo El Salam "Madad" 2002
- Ahmar Shafayef 2003
- Embareh Kan Omry Eshreen 2005
- Ta'm El Beyout (Taste of Homes) - 2008
- Ahl El Arab Wel Tarab (People Of Arabs and Music) - 2012

## Filmografia
- Ḥaddūta miṣriyya (Una storia egiziana), regia di Yūsuf Shahīn (1982)
- Al-tawq wa al-aswira (La collana e il braccialetto), regia di Khayrī Bishāra (1986)
- Al-yawm al-sādis (Il sesto giorno), regia di Yūsuf Shahīn (1986)
- Yawm ḥelw... Yawm murr (Giorno dolce... giorno amaro), regia di Khayrī Bishāra (1988)
- Ishtibāh (Clash), regia di ʿAlāʾ Karīm (1991)
- "Ḥikāyat al-gharīb" (Il racconto del corvo) (1992)
- Leh.. ya haram (Perché.. che peccato) (1997), regia di Amr Abdel Aziz
- Al-baḥth ʿan Tutankhamun (La ricerca di Tutankhamon) (1996)
- Shabāb ʿalā kaf ʿifrīt ("Gioventù nel baratro" trasl: "Gioventù in pugno al fantasma") regia di Muḥsin Muḥyi al-Dīn (1990)
- Il destino (al-Maṣīr), regia di Yūsuf Shahīn (1997)
- Dunya (Il mondo), regia di Jocelyn Saab (2005)
- Mafish gheyr keda (Non c'è nulla di diverso da questo), regia di Khalid al-Haggar (2006)